# 4903 Ichikawa
A 4903 Ichikawa (ideiglenes jelöléssel 1989 UD) a Naprendszer kisbolygóövében található aszteroida. Mizuno Josikane és Furuta Tosimasza fedezte fel 1989. október 20-án.